# Давиташвили, Лео Шиович
Ле́о Ши́ович Давиташви́ли (груз. ლეო შიოვი ძე დავითაშვილი, 25 мая [6 июня] 1895, Тифлис — 3 сентября 1977, Москва) — советский грузинский учёный-геолог, стратиграф, палеонтолог, эволюционист и историк геологии, доктор геолого-минералогических наук (1935), профессор, академик Академии наук Грузинской ССР (1944), директор Института палеобиологии АН Грузинской ССР (1950), лауреат Сталинской премии (1949).

## Биография
Родился 25 мая (6 июня) 1895 года в городе Тифлисе, Российская империя в семье Шио Эдишеровича Давиташвили (1857—1933).
В 1925 году окончил Московский университет.
В 1925—1930 годах работал научным сотрудником Государственного исследовательского нефтяного института (ГИНИ).
В 1930—1940 годах — заведующий кафедрой геологии и палеонтологии в Московском нефтяном институте, профессор кафедры общей геологии (1934—1960).
Преподавал в Московском университете, с 1948 года — профессор.
Проводил исследования верхнетретичных моллюсков Крымско-Кавказской области, изучал стратиграфию верхнетретичных отложений Юга СССР, выделил горизонты: сакараульский (нижний миоцен), коцахурский (низы среднего миоцена) и другие.
В 1944 году был избран академиком АН Грузинской ССР.
С 1950 года организовал и возглавил Институт палеобиологии АН Грузинской ССР.
Разрабатывал теоретические основы палеонтологии, её истории и эволюционное учение.
Скончался 3 сентября 1977 года в Москве.

## Награды и премии
- 1949 — Сталинская премия II степени за книгу «История эволюционной палеонтологии от Дарвина до наших дней» (1948)[5].
- 1951 — Орден Трудового Красного Знамени
- 1965 — Орден Трудового Красного Знамени
- 1975 — Орден Дружбы народов

## Членство в организациях
- 1964 — Всесоюзное палеонтологическое общество[6]